# Prozatímní vláda Státu Izrael
Prozatímní vláda Státu Izrael (hebrejsky הממשלה הזמנית‎, ha-memšala ha-zmanit) byla dočasná vláda, která vládla Izraeli od 12. dubna 1948 (tedy zhruba měsíc před jeho založením), až do vytvoření první vlády vzešlé z prvních parlamentních voleb v březnu 1949.

## Historie
Prozatímní vláda vznikla jako Minhelet ha-am (hebrejsky מנהלת העם‎, doslova „správa lidu“) v přípravě na nezávislost, která byla vyhlášena 14. května 1948. Všichni její členové pocházeli z Mo'ecet ha-am (Rady lidu), zákonodárného tělesa, které bylo založeno přibližně ve stejném období. Dne 12. května pak Minhelet ha-am hlasoval o tom, zda vyhlásit nezávislost. Tři její členové byli nepřítomni: Jehuda Lejb Majmon a Jicchak Gruenbaum uvízli v obleženém Jeruzalémě, zatímco Jicchak-Me'ir Levin byl ve Spojených státech.
Schůze začala v 1.45 a skončila po půlnoci. Rozhodovalo se o tom, zdali přijmout americký návrh na příměří nebo vyhlásit nezávislost. O druhém zmíněném návrhu se nakonec dalo hlasovat a šest z deseti přítomných návrh na vyhlášení nezávislosti podpořili:
- Pro: David Ben Gurion, Mordechaj Bentov, Moše Šaret (Mapaj), Perec Bernstein (Všeobecní sionisté), Chajim-Moše Šapira (ha-Po'el ha-Mizrachi), Aharon Cizling (Mapam).
- Proti: Eli'ezer Kaplan, David Remez (Mapaj), Pinchas Rosen (Nová alija), Bechor-Šalom Šitrit (Sefardové a orientální komunity).

Dne 14. května, v den, kdy byla vyhlášena izraelská nezávislost, se z Minhelet ha-am stala prozatímní vláda, zatímco Mo'ecet ha-am se stal Prozatímní státní radou.

## Členové vlády
| Vláda                                          | Vláda               | Vláda                           |
| funkce                                         | jméno               | strana                          |
| ---------------------------------------------- | ------------------- | ------------------------------- |
| ministerský předseda ministr obrany            | David Ben Gurion    | Mapaj                           |
| ministr zemědělství                            | Aharon Cizling      | Mapam                           |
| ministr financí                                | Eli'ezer Kaplan     | Mapaj                           |
| ministr zahraničních věcí                      | Moše Šaret          | Mapaj                           |
| ministr zdravotnictví ministr imigrace         | Chajim-Moše Šapira  | ha-Po'el ha-Mizrachi            |
| ministr vnitra                                 | Jicchak Gruenbaum   | nezávislý                       |
| ministr spravedlnosti                          | Pinchas Rosen       | Nová alija/Progresivní strana   |
| ministr práce a výstavby                       | Mordechaj Bentov    | Mapam                           |
| ministr policie ministr pro záležitosti menšin | Bechor-Šalom Šitrit | Sefardové a orientální komunity |
| ministr náboženství a válečných obětí          | Jehuda Lejb Majmon  | Mizrachi                        |
| ministr obchodu a průmyslu                     | Perec Bernstein     | Všeobecní sionisté              |
| ministr dopravy                                | David Remez         | Mapaj                           |
| ministr sociální péče                          | Jicchak-Me'ir Levin | Agudat Jisra'el                 |